# Schlossriegel Strem

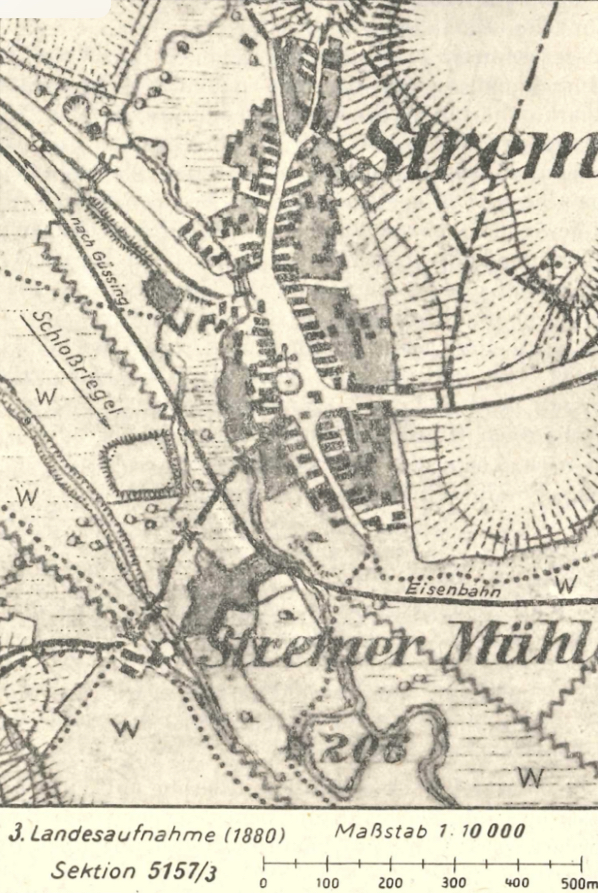
Kartenausschnitt von 1880: Der Schlossriegel ist links eingezeichnet

Der Schlossriegel Strem liegt in der gleichnamigen Ortschaft in der Gemeinde Strem (ungarisch Strém) im Bezirk Güssing im Burgenland. Sein künstlich aufgeschüttetes Plateau war ursprünglich Standort einer nicht mehr vorhandenen Wehranlage. Sie wurde vermutlich zur Absicherung des Stremtales und als Sitz von Herrschaft und Gerichtsbarkeit des Distrikts Strem errichtet.

## Lage und Beschreibung
Die Aufschüttung befindet sich etwas außerhalb des Ortes am Rand der Stremtalwiesen, etwa 100 m westlich der Kreuzung der Geschriebensteinstraße (B56) mit Hauptstraße und Stremtalstraße. Das Plateau ist etwa 65 m lang und 55 m breit und verfügt über großflächig abgeschrägte Ecken. Seine Form entspricht daher eher einem Oval oder einem an den Ecken abgerundetem Trapez. Im Vergleich zu den es umgebenden Wiesen liegt es ca. 0,75 m erhöht.
Bei Untersuchungen des Hügels durch den Geodäten und Heimatforscher Karl Ulbrich in den Jahren 1936 und 1948 war das Plateau zusätzlich von einem 5–10 m breiten Graben umgeben. Dadurch ergab sich ein Unterschied zwischen Plateauhöhe und Grabensohle von 1,5 m. Ulbrich vermutete, dass der Riegel mit dem Aushubmaterial dieses Grabens aufgeschüttet wurde. Der Rand des Plateaus dürfte – laut damaligem Augenzeugenbericht eines Anwohners – im späten 19. Jahrhundert zusätzlich noch von einem Erdwall umgeben gewesen sein. Dieser Wall wurde aber mittlerweile zur einfacheren Bewirtschaftung der Flächen eingeebnet. Der erwähnte Graben wurde zwischenzeitlich ebenfalls zugeschüttet. Zusätzliche, ältere Grabenanlagen wurden bereits beim Bau der Bahnlinie Güssing–Körmend um 1900 verfüllt.

## Geschichte

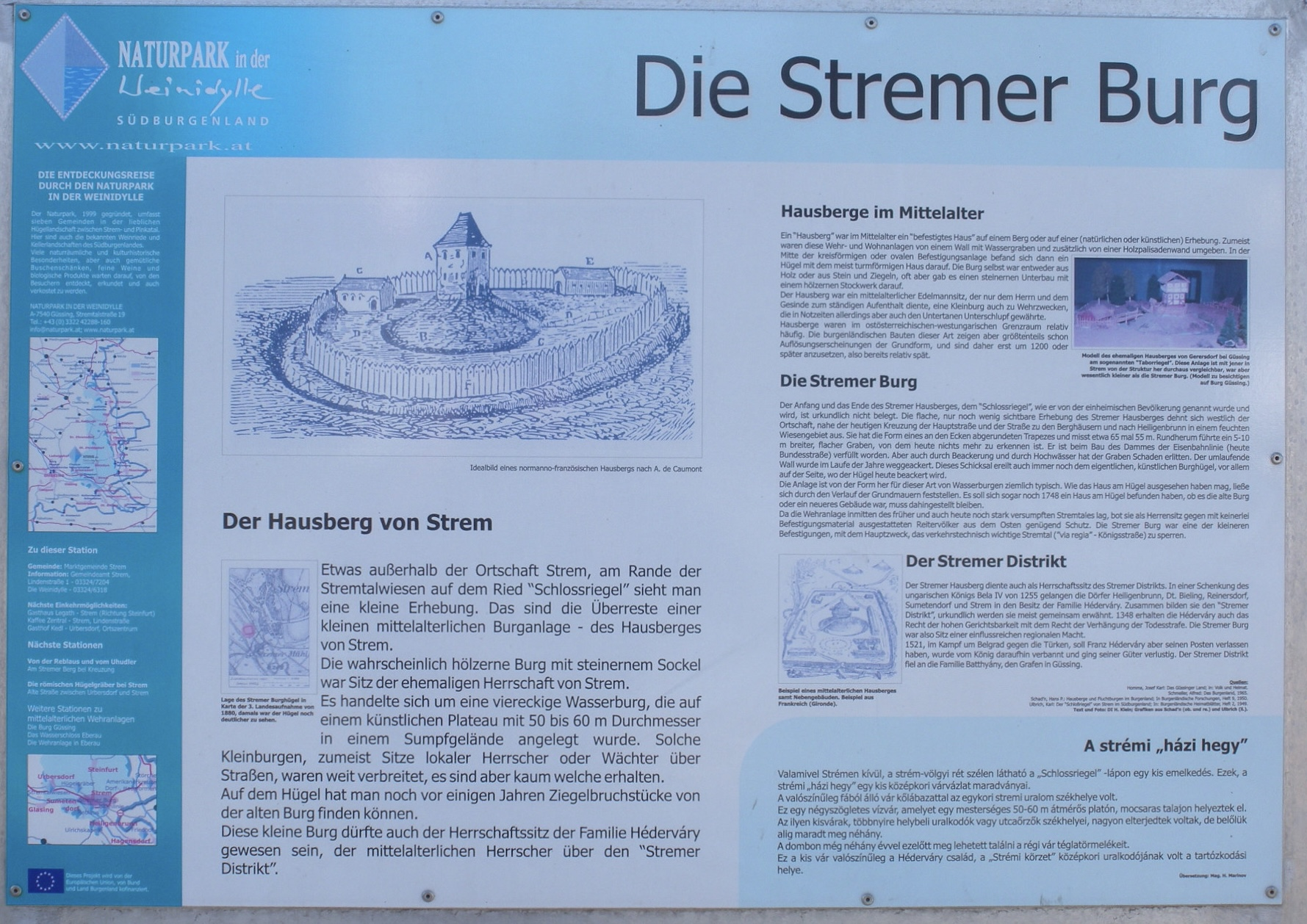
Infotafel neben der Kreuzung der B56

Über die Geschichte der Anlage ist mangels urkundlicher Belege wenig bekannt. Man geht davon aus, dass sie während der Güssinger Fehde Ende des 13. Jahrhunderts entweder zerstört, oder im Zuge des Friedens von Hainburg geschleift wurde.
Ursprünglich dürfte es sich um eine mittelalterliche Hausberganlage mit flachem Mittelwerk gehandelt haben. Auf dem das Plateau umgebenden Ringwall befand sich wahrscheinlich eine hölzerne Palisadenwand. Da die Anlage vor Regulierung der Strem um 1930 inmitten eines sumpfigen Flusstales lag, bot sie genügend Schutz gegen die immer wieder eindringenden östlichen Reitervölker, die ohne Belagerungsmaterial ausgestattet waren. Ulbrich stellte die Vermutung an, es könne sich bei der Anlage vielleicht ursprünglich um eine ältere, slawische Ringwallanlage gehandelt haben. Die Tatsache, dass die Slawen Wallanlagen inmitten von Sumpfgebieten bevorzugt hätten sei ein Indiz hierfür. Der slawische Herkunft des Namens Strem sowie etliche andere Ortsnamen der Umgebung mit slawischem Ursprung würden auf eine ehemals dichte slawische Besiedlung der Gegend hindeuten.
Die Wasserburganlage war vermutlich ursprünglich auch Herrschaftssitz der Familie Héderváry, denen der Stremer Distrikt unterstand. Es handelt sich dabei um einem Herrschaftsbereich, dem neben Strem auch die Ortschaften Deutsch Bieling, Heiligenbrunn, Reinersdorf und Sumetendorf unterstellt waren. 1521 wurden die Besitztümer der Héderváry, und damit auch der Distrikt Strem, auf Anordnung König Ludwigs II. der Familie Batthyány unterstellt.
1784 soll am Schlossriegel noch ein Haus gestanden sein, das dem Offizier Georg Gager von der Familie Batthyány geschenkt worden sein soll. Ob es sich dabei um einen noch erhaltenen Teil der Wehranlage oder einen Nachfolgebau handelte, ist nicht bekannt.
Bei der Kartografierung des Gebietes im Zuge der Franzisco-Josephinischen Landesaufnahme im Jahre 1880 wurde der Schlossriegel verzeichnet. Laut Kartenbeilage bestand die die Anlage damals aus einem 90 × 75 m großen, viereckigen Plateau, das ungeschützt aus dem umgebenden Sumpfgebiet hervorragte. Diese Wehranlagen wurden im Zuge des Baus der Güssinger Bahn und der Regulierung der Strem später stark beschädigt. Im Laufe der darauffolgenden Jahrzehnte folgten durch Urbarisierungen wohl weitere Zerstörungen.